# Rectoria de Gisclareny
Rectoria de Gisclareny és una obra de Gisclareny (Berguedà) inclosa a l'Inventari del Patrimoni Arquitectònic de Catalunya.

## Descripció
Construcció adossada a un dels costats de l'església. És de planta rectangular coberta a dues aigües amb teula àrab i amb el carener perpendicular a la façana de ponent. En aquesta façana hi ha una doble balconada de fusta aixoplugada per un ràfec d'embigat de fusta i teula, molt característic de les masies del terme. Tot i ésser la rectoria, respon a les característiques de la masia clàssica.

## Història
Fou construïda al segle xviii, pensada com a habitatge del rector del poble, quan l'església es declarà parroquial. Foren els mateixos mestres de cases que alçaren l'edifici religiós els que treballaren en aquest edifici. Amb el despoblament del terme a principis del segle xx, especialment agreujat després de la guerra civil (1936- 1939), fou abandonada i adptada com a segona residència.